# Мальцы (Миргородский район)
Ма́льцы (укр. Мальці) — село, Слободский сельский совет, Миргородский район, Полтавская область, Украина.
Население по переписи 2001 года составляло 284 человека.
Село указано на карте частей Киевского, Черниговского и других наместничеств 1787 года

## Географическое положение
Село Мальцы находится на правом берегу реки Сага, которая через 3 км впадает в реку Хорол.
На расстоянии в 1 км расположено село Слободка.

## Экономика
- Молочно-товарная ферма (разрушена).

## Объекты социальной сферы
- Школа (разрушена).
- Клуб.

## Религия
- Покровская церковь, (построена в 1778 году, перестроена в 1876 году).
- В Центральном Государственном Историческом Архиве Украины в городе Киеве есть документы православной церкви за 1750—1794 год[3]

## Известные люди
В селе родился Герой Советского Союза Андрей Рубан.